# Umbriel (maan)
Umbriel is een maan van Uranus. De maan is in 1851 ontdekt door William Lassell. Umbriel is genoemd naar een personage uit Alexander Popes gedicht The Rape of the Lock.
Umbriel is de op twee na grootste maan van Uranus en bestaat voor ongeveer 50% uit bevroren water en voor 50% uit gesteente. Het oppervlak van Umbriel is bezaaid met grote kraters.
Het is onduidelijk waar de lichte vlek aan de pool van Umbriel uit bestaat, maar er wordt aangenomen dat het ijs in een grote krater is.
Miranda · Ariel · Umbriel · Titania · Oberon

Cordelia · Ophelia · Bianca · Cressida · Desdemona · Juliet · Portia · Rosalind · Cupid · Belinda · Perdita · Puck · Mab · Francisco · Caliban · Sycorax · Margaret · Prospero · Setebos · Stephano · Trinculo · Ferdinand